# 新南頭道
新南頭道（英語：New South Head Road），又譯鳥修乞道，是位於澳洲悉尼東區的一條主要道路，全長24（15英里），東北方由瑞熙卡爾特灣開始，途經咽治其利扶、德寶灣、派珀角 、玫瑰灣，最後在沃克呂茲與舊南頭道匯合。始建於1831年，沿着土著慣用的步行徑來鋪設，由於途經地理環境惡劣，建築工程的頭幾年進展極其緩慢，至1834年才大致成形，隨着賓利橋（Bentley's Bridge）於1839年落成，道路終於正式通車。

## 歷史

### 收費站
由於日久失修，地區政府於1848年5月成立基金，道路上多處設有收費站，以便收集用於維修及管理的資金，奈何管理始終不善，在居民的要求下，基金於1904年解散。

### 電車

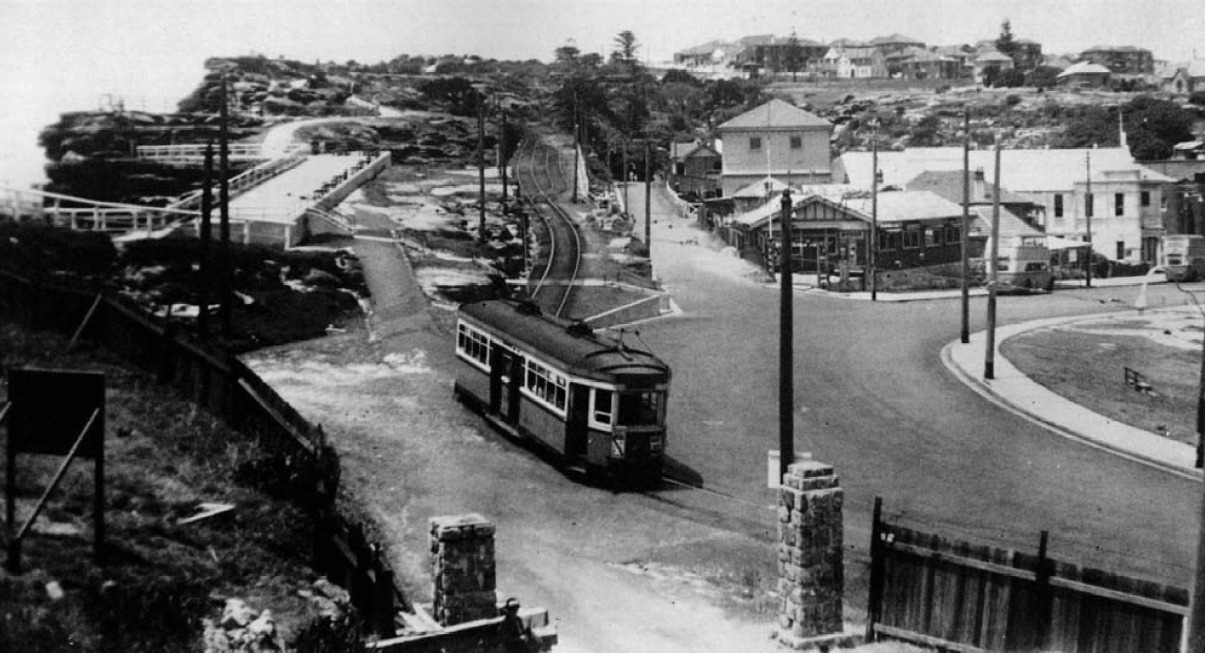
已拆卸的屈臣氏灣電車總站（攝於1949年）

19世紀後期，開始有電車在新南頭道上行走。名為屈臣氏灣線（Watsons Bay Line）的電車路線由現今溫耶德火車站附近開出，途經威廉街（Willam Street）往英皇十字方向，在瑞熙卡爾特灣轉入新南頭道，沿新南頭道服務德寶灣、玫瑰灣、沃克呂茲及屈臣氏灣一帶的居民。路線於1949年曾一度停駛，在居民的強烈要求下於1950年重開，至1960年完成歷史任務，被巴士路線324及L24所取代。

### 擴闊工程
至1930年代，新南頭道已經是該區的主要交通樞紐，將悉尼多個最富裕的郊區與市中心連接起來。自1904年基金解散開始，路面失修情況日益嚴重，擴闊及修復工程在1932年展開，以符合現代汽車行駛的標準。1970年代展開第二次工程，路面擴闊至現今的雙線雙程行車（共4線）的狀況。

## 現況
新南頭道至今仍然是連接胡拉勒自治市各區與悉尼商業中心區的主要道路，每逢高峰時段塞車的情況都頗為嚴重。一年一度的城市到海灘馬拉松大賽（City to Surf）例必途經新南頭道，玫瑰灣至沃克呂茲的上坡路段更加被形容為「心碎山」（Heartbreak Hill），其艱難程度可想而知。